# Alfred Filbert
Alfred Karl Wilhelm Filbert, född 8 september 1905 i Darmstadt, död 1 augusti 1990 i Berlin, var en tysk promoverad jurist och SS-Obersturmbannführer. Han var under andra världskriget befälhavare för Einsatzkommando 9, en mobil insatsstyrka som mördade judar, partisaner, bolsjevikiska partikommissarier och andra för Tredje riket misshagliga personer i Litauen och Vitryssland.

## Biografi
Efter studentexamen studerade Filbert rättsvetenskap vid Giessens universitet, där han 1934 promoverades till juris doktor efter att ha lagt fram avhandlingen Kann das Ablehnungsrecht des Konkursverwalters des Vorbehaltsverkäufers mit der Anwartschaft des Käufers auf den Eigentumserwerb ausgeräumt werden?. Efter att ha avlagt sin första juridiska statsexamen anställdes Filbert vid SD-Hauptamt, Sicherheitsdiensts (SD) ledningsbyrå, där han var verksam vid utrikesavdelningen under Heinz Jost. När SD-Hauptamt 1939 införlivades i det nyskapade Reichssicherheitshauptamt, utsågs Filbert till ställföreträdande chef för Amt VI, avdelningen för Sicherheitsdienst i utlandet.
Vid denna tid greps Filberts äldre bror Otto (1904–1945) av Gestapo för att ha kommenterat Georg Elsers attentatsförsök mot Adolf Hitler. Enligt en angivare hade Otto Filbert yttrat: "Synd att den skurken inte dog". Otto Filbert dömdes till fyra års fängelse.

### Operation Barbarossa
Den 22 juni 1941 anföll Tyskland sin tidigare bundsförvant Sovjetunionen och inledde Operation Barbarossa. I kölvattnet på de avancerande tyska arméerna följde Einsatzgruppen, mobila insatsgrupper med uppdrag att mörda judar, partisaner, politiska kommissarier (så kallade politruker) och andra personer som ansågs hota Tredje rikets säkerhet. Filbert var från juni till oktober 1941 chef för Einsatzkommando 9, som opererade i Litauen och Vitryssland. Filberts enhet följde Armégrupp Mitte. I juli anlände Einsatzkommando 9 till Vilnius, där omkring 5 000 judar greps och arkebuserades i Paneriai. Senare fortsatte Einsatzkommando 9 till Vilejka och Vitebsk, där gettots judiska befolkning mördades.

### Nervöst sammanbrott
Vid det här laget märkte Filbert oro, ångest och nervbesvär hos vissa av sina män. Själv led han av okontrollerbara darrningar och erfor gråtattacker. Arkebuseringarna av män, kvinnor och barn hade traumatiserat honom och hans män. För att avlasta sin enhet kallade Filbert in lokala milismän för att genomföra en del av massavrättningarna. Einsatzkommando 9 hade under Filberts ledarskap mördat omkring 16 000 judar i Litauen och Vitryssland och var det första insatskommando som inlett systematisk utrotning av även kvinnor och barn. När Filberts kommando var på väg till Vjazma, drabbades han ett nervöst sammanbrott och begärde förflyttning till Waffen-SS. Begäran avslogs och istället åtalades han för att ha förskingrat 60 000 Reichsmark, som stulits från offren. Under två år befann sig den suspenderade Filbert officiellt på oavlönad ledighet, innan han år 1943 frikändes från anklagelserna.
Filbert blev på nytt verksam inom Reichssicherheitshauptamt, där han tillhörde avdelningen som utredde ekonomisk brottslighet. År 1944 utsågs han till chef för avdelning V:B, som bland annat handhade bedrägeribrott och sexualbrott.

### Efter andra världskriget
Efter andra världskrigets slut gick Filbert under jorden under det falska namnet "Alfred Selbert". I början av 1950-talet anställdes han av Braunschweig-Hannoversche Hypothekenbank och blev 1958 chef för dess kontor i Västberlin. I februari 1959 greps Filbert och ställdes tre år senare inför rätta tillsammans med fem av sina forna underordnade: Gerhard Schneider, Bodo Struck, Wilhelm Greiffenberger, Konrad Fiebig och Heinrich Tunnat. Åtalet gällde medhjälp till mord på drygt 11 000 personer. Filbert dömdes till livstids fängelse; han frigavs 1975 på grund av hälsoskäl.